# Michelangelo Franconieri
Michelangelo Franconieri (Polistena, 11 dicembre 1929 – Polistena, 30 dicembre 2001) è stato un mafioso italiano della 'ndrangheta, capobastone della 'Ndrina Franconieri.
Il più grave fenomeno di sangue che interessò Polistena avvenne nel 1959, in conseguenza dello scontro tra i Franconieri, di Rizziconi, e i Lucà, che aspiravano entrambi a gestire il commercio delle olive nella zona ricca di oliveti. Michelangelo, scampato il 30 novembre 1958 ad un agguato da parte di Francesco Lucà, decise di vendicarsi uccidendo il 14 febbraio 1959 Antonino Lucà, fratello del suo aggressore, nelle vicinanze di Molochio. In tale occasione, ferì anche Michele Fonte che riferì l'accaduto.
Sfuggito all'arresto e condannato in contumacia a venticinque anni di carcere, rimase latitante per quarantadue anni, fin quando cioè, nel 2001, non fu condotto ormai moribondo all'ospedale di Polistena, dove avvenne il decesso. È stato indicato come la «primula rossa dell'Aspromonte».